# Salvia blepharophylla
Salvia blepharophylla es una planta herbácea perteneciente a la familia de las lamiáceas. Es originaria de los estados mexicanos de San Luis Potosí y Tamaulipas. 

## Descripción
Es una planta de propagación estolonífera con las flores de color rojo con un tono naranja. Las flores crecen en espirales sueltas espaciadas y miden aproximadamente 2,5 cm, en inflorescencias de 30 cm de largo. En plena floración de la planta alcanza los 45 cm de altura.

## Taxonomía
Salvia blepharophylla fue descrita por Brandegee ex Epling y publicado en Repertorium Specierum Novarum Regni Vegetabilis, Beihefte 110(2): 314. 1939.
Etimología
Ver: Salvia
blepharophylla: epíteto latino que significa "hojas con flecos".